# Hrastnik (priimek)
Hrastnik je priimek v Sloveniji, ki ga je po podatkih Statističnega urada Republike Slovenije na dan 1. januarja 2010 uporabljalo 705 oseb.

## Pomembni nosilci priimka
- Andreja Hrastnik, alpinistka, članica himalajske odprave na Severni Meru
- Domen Hrastnik, violončelist
- Franc Hrastnik (1935 - 1988), nevrolog, psihiater
- Irena Hrastnik Ladinek, tehniška matematičarka
- Iztok Hrastnik (*1987), kontrabasist, dunajski filharmonik
- Jože Hrastnik (1923 - 2010), rudarski strokovnjak
- Juš Hrastnik, režiser, scenarist (TV(
- Marija Hrastnik (1922 - 1988), klasična filologinja, gimnazijska prof.
- Martin Hrastnik, alpinist, član himalajske odprave na Severni Meru
- Monika Hrastnik (*1994), gorska kolesarka
- Nataša Hrastnik, etnologinja in kult. antropologinja, doc. za afriške študije
- Valentin Hrastnik (1876 - 1952), socialdemokratski politik, župan občine Celje-okolica